# Воск

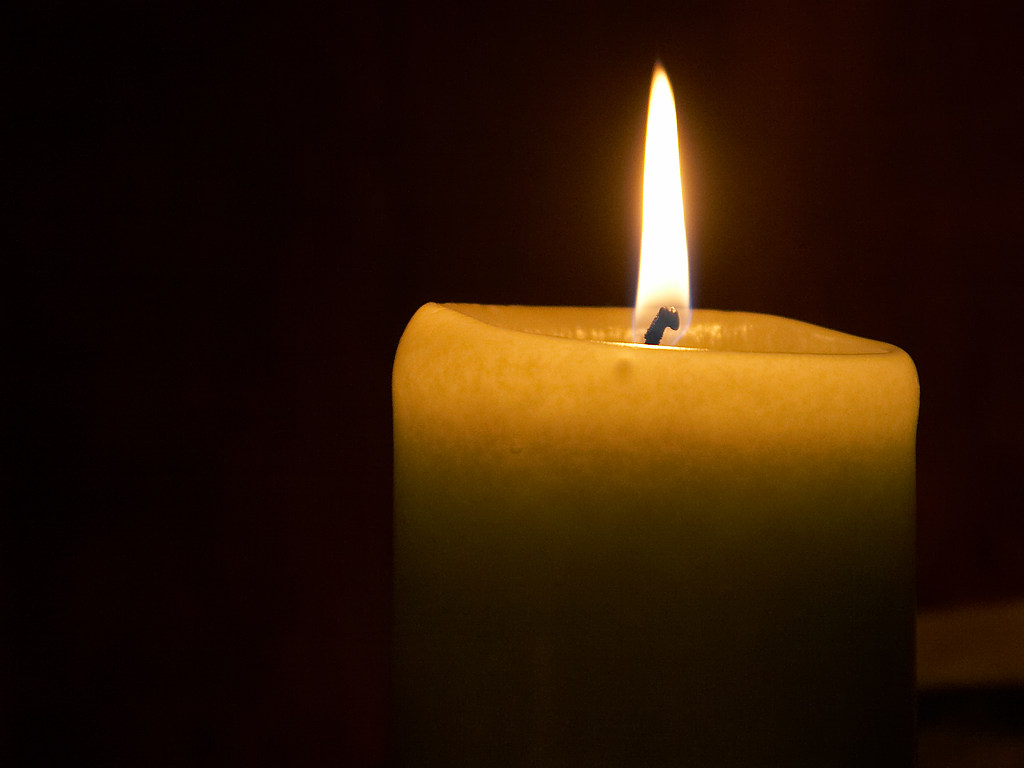
Восковая свеча

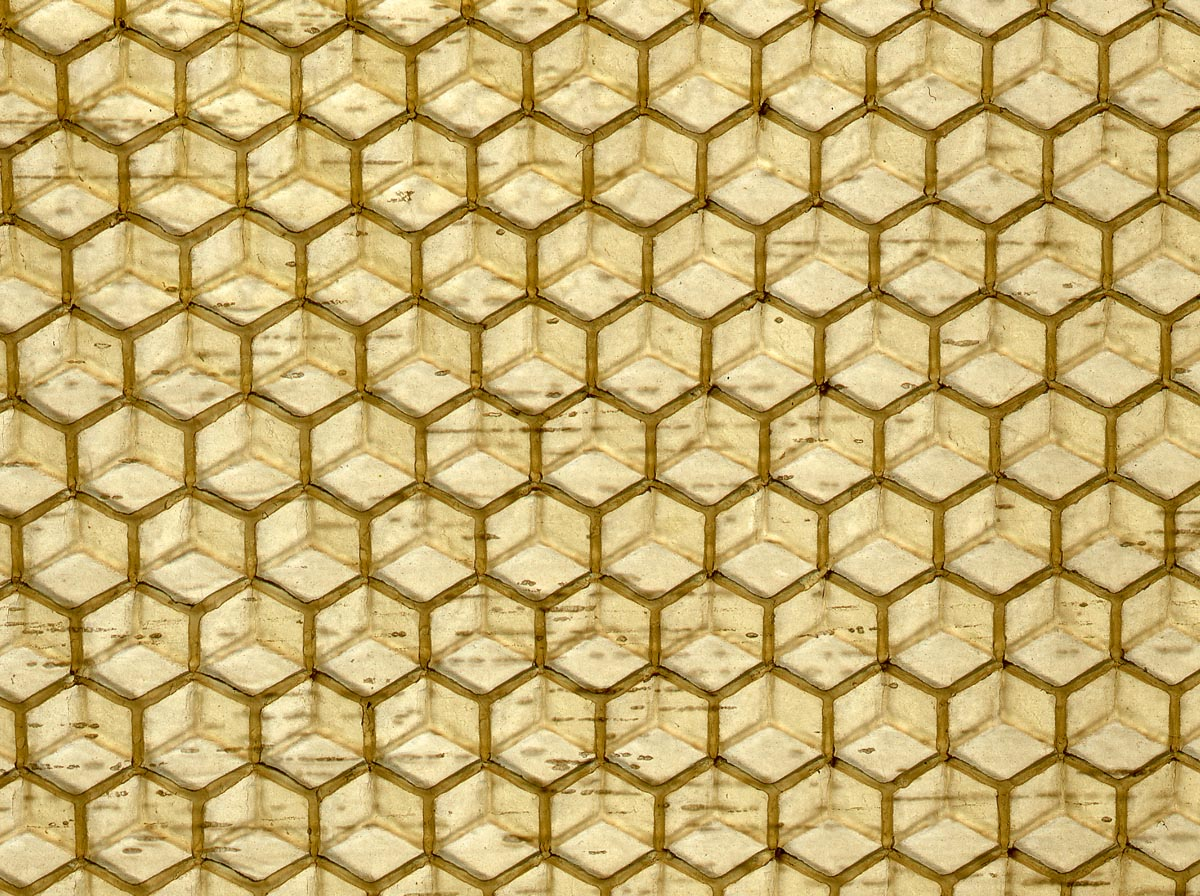
Вощина из пчелиного воска

Во́ск — пластичное вещество коричневато-жёлтого цвета. Может быть также белым или тёмно-коричневым, и, в зависимости от температуры, твёрдым или жидким. Используется человеком для создания свечей. Также существует специальный мягкий воск, которым пользуются гримёры. Медоносные пчёлы строят из воска соты (воск, из которого они делают соты, называется пчелиным воском).
Воски характеризуются малой химической активностью, нерастворимы в воде, но хорошо растворимы в бензине, хлороформе, эфире.
Воск распространён в растительном и животном мире. С химической точки зрения представляет собой смесь простых липидов.
В англоязычной традиции к воскам относят очень широкий класс воскоподобных веществ, в том числе полученный перегонкой нефти парафин (смесь тяжёлых углеводородов, как правило, предельного ряда, линейного строения). В то же время Большая советская энциклопедия даёт более строгую формулировку, разделяя натуральные и синтетические воски. По БСЭ парафин вообще не относится к воскам.
По происхождению воски можно разделить на животные и растительные.

## Воск в природе
Животные воски:
- пчелиный воск выделяется специальными железами медоносных пчёл, из него пчёлы строят соты;
- шерстяной (ланолин) предохраняет шерсть и кожу животных от влаги, засорения и высыхания;
- спермацет добывается из спермацетового масла кашалотов;

Растительные воски покрывают тонким слоем листья, стебли, плоды и защищают их от размачивания водой, высыхания, вредных микроорганизмов, иногда в качестве резервных липидов входят в состав семян (так называемое масло жожоба).
Большинство растений производят вещество, называемое эпикутикулярным воском (это вещество можно заметить в виде белого налета на свежих огурцах и сливах). Эпикутикулярный воск отражает ультрафиолетовое и инфракрасное излучения, благодаря чему становится возможным распознавание «зелёных» участков Земли по спутниковым снимкам.
Ископаемый воск (озокерит) состоит главным образом из предельных углеводородов.

## Применение
- Восковая скульптура
- Свечи.
- Изготовление выплавляемых моделей для литья, так называемых восковок.
- Для изготовления частей восковых фигур (голова, руки и пр.). Такой воск содержит некоторые присадки.
- В натуральной косметике — загуститель для кремов, мазей и лубрикантов, основной компонент помад, твердых духов.
- В составе вара.
- Компонент политур и мастик для полировки и защиты мебели, деревянных изделий, паркетных полов, мрамора и др. Известно, что ещё в XII веке мозаичные полы и потолки Равенны полировались пчелиным воском. С XVI века во Франции (а позже и в других странах) стало обязательным натирать воском паркет и деревянные инкрустированные полы[2].
- Гемостатический костный воск используется для остановки кровотечения из кости и широко применяется в нейрохирургии. Впервые разработан в начале XX века британским хирургом Виктором Горслеем.
- Один из компонентов, необходимый для воскографии (в изобразительном искусстве).
- Для покрытия валиков и дисков первых звукозаписывающих устройств — фонографов.
- Для покрытия лыж, чтобы придать катанию на лыжах более гладкий и скользящий оттенок, а также обеспечить большую скорость.
- Для финишной высококачественной заточки лезвий коньков.
- Воски зарегистрированы в качестве пищевых добавок E901—E903 и используются как покрытие для защиты и сохранения продуктов питания (например, фруктов, сыров, конфет), средств гигиены (например, зубных нитей), в медицинских целях (например, как покрытие лекарственных препаратов в форме таблеток) и т. д.
- Как компонент некоторых пластичных взрывчатых веществ.
- Изготовление лавовых светильников.
- Изготовление восковых мелков.